# Suzuki DR 600
La Suzuki DR600 est une moto de type trail produite par le constructeur japonais Suzuki.

## Histoire

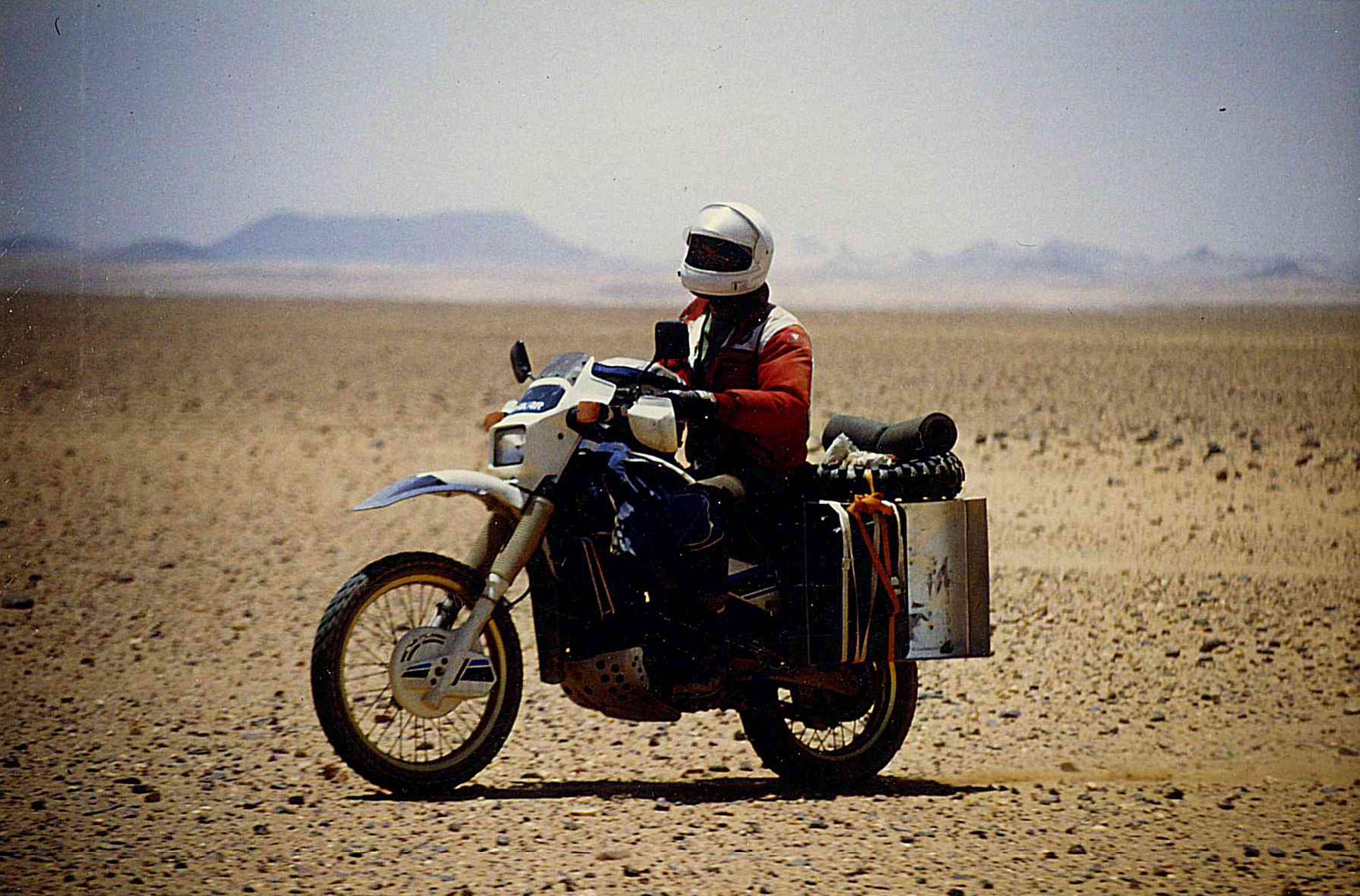
Trail baroudeur

Dérivée de la DR 500, elle laissera place à la DR 650, 750 et 800.